# St. Jakob-Park
St. Jakob-Park este un stadion din Elveția pe care s-au disputat meciuri de la Campionatul European de Fotbal 2008. A fost deschis pe 15 martie 2001. Aici joacă echipa de fotbal FC Basel.
Aici s-a jucat finala UEFA Europa League, ediția 2015-2016.